# みどり病院 (新潟県)
みどり病院（みどりびょういん、英: Midori Hospital）は、新潟県新潟市中央区にある「医療法人 新成医会」が運営する病院。リハビリフロアは新潟県内でも最大級の広さである。

## 概要
総合リハビリテーションセンター・みどり病院は診療科6科・病床261床（一般60床・包括ケア29床・療養60床・回復期112床）を有す新潟市の中心部に立地する病院。新潟バイパス桜木インターチェンジからも近いため交通の便は良い。

## 診療科
- 内科
- 脳神経内科
- 循環器内科
- 消化器内科
- リハビリテーション科
- 呼吸器内科

## 沿革
- 2002年10月 - 総合リハビリテーションセンター・みどり病院開院。

## アクセス
所在地
" 新潟市中央区神道寺2丁目5番1号
交通
新潟交通 S5 女池線「女池桜木町」バス停から徒歩7分
新潟バイパス桜木インターチェンジから車で2分